# Vitalis Sekhonyana Marole
Vitalis Sekhonyana Marole OMI (* 10. Dezember 1954 in Semonkong) ist ein lesothischer römisch-katholischer Ordensgeistlicher und Bischof von Leribe.

## Leben
Vitalis Sekhonyana Marole besuchte zuerst die Grundschule in Sefateng und nach dem Umzug seiner Familie im Jahr 1965 die Grundschule in Ha Hlalele sowie später die Ha Maama School in Roma und die St. Leonard Higher Primary School in Semonkong. Nachdem er 1974 kurzzeitig gearbeitet hatte, setzte er seine Schulausbildung an der Sacred High School in Hlotse fort. 1979 trat er ins Priesterseminar St. Joseph des Bistums Leribe ein. 1980 trat Marole der Society of Young Missionary Sons of Jesus bei und absolvierte das Noviziat in Marapyane. Anschließend studierte er Philosophie am Scholastikat der Oblaten der Unbefleckten Jungfrau Maria in Lesotho und Katholische Theologie am nationalen Priesterseminar St. John Vianney in Pretoria. Er wurde 1987 zum Diakon geweiht und empfing am 3. Dezember 1988 in der Our Lady of Victories Cathedral in Maseru durch den Erzbischof von Pretoria, George Francis Daniel, das Sakrament der Priesterweihe.
Nach der Priesterweihe war Marole zunächst von 1988 bis 1992 als Pfarrer der Pfarrei St. Elizabeth in Mamaneng im Erzbistum Pretoria tätig. Nach der Auflösung der Society of Young Missionary Sons of Jesus trat er 1993 der Ordensgemeinschaft der Oblaten der Unbefleckten Jungfrau Maria bei. Von 1993 bis 1994 war er Pfarrer der Pfarrei St. Peter in Kagiso im Erzbistum Johannesburg, bevor er 1994 Pfarrer der Pfarrei St. Raphael in Mamelodi und 1999 zusätzlich Dechant des östlichen Dekanats des Erzbistums Pretoria wurde. Zudem wirkte er von 1994 bis 1998 am Vor-Noviziat der Oblaten der Unbefleckten Jungfrau Maria in Rayton. Daneben legte er am 9. Dezember 1996 die ewige Profess ab. 2001 absolvierte er weiterführende Studien in den USA. Von 2002 bis 2009 fungierte Marole als Novizenmeister am internationalen Noviziat seiner Ordensgemeinschaft in Johannesburg. Anschließend war er Pfarrer der Pfarrei St. Anne in Atteridgeville und Kaplan an der Holy Trinity High School in Pretoria (2011–2013) sowie am St. Benedict’s College in Bedfordview (2013–2014). Nachdem er von 2015 bis 2016 erneut als Novizenmeister am internationalen Noviziat in Johannesburg gewirkt hatte, wurde er Pfarrer der Pfarreien St. Peter in Cullinan und St. Eugène de Mazenod in Refilwe. Ab 2018 war Marole Pfarrer der Pfarrei Our Lady of the Most Holy Rosary in Waverley. Darüber hinaus war er Konsultor des Provinzials der südafrikanischen Ordensprovinz der Oblaten der Unbefleckten Jungfrau Maria und gehörte dem Konsultorenkollegium des Erzbistum Pretoria an.
Am 28. Februar 2025 ernannte ihn Papst Franziskus zum Bischof von Leribe. Der Erzbischof von Pretoria, Dabula Anthony Mpako, spendete ihm am 10. Mai desselben Jahres vor der Kathedrale St. Monica in Hlotse die Bischofsweihe; Mitkonsekratoren waren der Erzbischof von Maseru, Gerard Tlali Lerotholi OMI, und der emeritierte Bischof von Leribe, Augustinus Tumaole Bane OMI. Sein Wahlspruch Ut unum simus („Dass wir eins seien“) stammt aus Joh 17,21 .